# Ophiopsila riisei
Ophiopsila riisei är en ormstjärneart som beskrevs av Christian Frederik Lütken 1859. Ophiopsila riisei ingår i släktet Ophiopsila och familjen Ophiocomidae. Inga underarter finns listade i Catalogue of Life.